# اچ‌دی ۱۹۶۷۶۱
اچ‌دی ۱۹۶۷۶۱ یک ستاره است که در صورت فلکی بزغاله قرار دارد.